# Guldbaggegalan 2008
Guldbaggegalan 2008 var den 43:e upplagan och hölls på Cirkus i Stockholm den 21 januari 2008. Den belönade prestationer inom svensk film 2007 och Sissela Kyle var värd för andra året i rad. Totalt delades 15 guldbaggar ut och galan direktsändes i SVT.

## Vinnare och nominerade
| Bästa film - Du levande – Pernilla Sandström och Philippe Bober - Darling – Fredrik Heinig - Leo – Anna Anthony | Bästa regi - Roy Andersson – Du levande - Johan Kling – Darling - Josef Fares – Leo                                              |
| Bästa kvinnliga huvudroll - Sofia Ledarp – Den man älskar - Julia Högberg – Den nya människan - Michelle Meadows – Darling | Bästa manliga huvudroll - Michael Segerström – Darling - Jonas Karlsson – Den man älskar - Leonard Terfelt – Leo                 |
| Bästa kvinnliga biroll - Bibi Andersson – Arn – Tempelriddaren - Maria Lundqvist – Den nya människan - Gunilla Nyroos – Nina Frisk | Bästa manliga biroll - Hassan Brijany – Ett öga rött - Dan Ekborg – Se upp för dårarna - Nic Schröder – Hata Göteborg            |
| Bästa manuskript - Roy Andersson – Du levande - Johan Kling – Darling - Kjell Sundstedt – Den nya människan | Bästa foto - Geir Hartly Andreassen – Darling - Eric Kress – Arn – Tempelriddaren - Gustav Danielsson – Du levande               |
| Bästa dokumentärfilm - Nunnan – Maud Nycander - Det svider i hjärtat – Oscar Hedin - Paradiset – Jerzy Sladkowski | Bästa kortfilm - Hur man gör – Gunilla Heilborn, Kim Hiorthøy och Mårten Nilsson - Juni – Fijona Jonuzi - Lucky Blue – Håkon Liu |
| Bästa utländska film - This Is England – Shane Meadows - 4 månader, 3 veckor och 2 dagar – Cristian Mungiu - Vid himlens utkant – Fatih Akın | Hedersguldbaggen - Gösta Ekman, regissör och skådespelare                                                                        |
| Gullspira - Ulf Stark, manusförfattare | Guldbaggens publikpris - Arn – Tempelriddaren - Ett öga rött - Underbar och älskad av alla                                       |
| Guldbaggen för särskilda insatser - Kimmo Rajala, stuntkoordinator för sin insats i Arn – Tempelriddaren och Solstorm - Kicki Ilander, kostymdesigner för sin insats i Arn – Tempelriddaren - Pär Brundin, Frida Hallberg och Charlotta Miller, rollsättare för sina insatser i Kid Svensk | |